# Čopivci
Čopivci, česky dříve Čapovce nebo Čapovci (ukrajinsky Чопівці, maďarsky Csapolc) jsou obec na Ukrajině, v Zakarpatské oblasti, v okrese Mukačevo, ve vesnické komunitě Velyki Lučky, v obci Rakošino. V roce 2024 zde žilo 434 obyvatel.

## Historie
První písemná zmínka o vsi pochází z roku 1533, kdy ves byla uvedena jako Tsapoltzka, v roce 1542 pak jako Chapotzka, dále pak: 1543 – Chapoltz, 1550 – Csapotzka, 1564 – Chapoz, 1570 – Cziapoczka, 1693 – Czopowtse, 1773 – Csapóczka, Czapowecz, 1808 – Csapóczka, Cţapowec, Cţopowec, Csopiiczi, 1851 – Csapoczka, 1877 – Csapocka, Csápüci, Csopuvci, 1913 – Csapolc, 1925 – Čapovci, Čapovce, 1944 – Csapolc, Чаповцы, 1983 – Чопівці, Чоповцы.
V období mezi světovými válkami byla ves součástí první československé republiky. V roce 1930 zde stálo 88 domů a žilo 458 obyvatel, z toho 425 Rusínů a 33 Židů.